# Vladimir Michajlovič Petljakov
Vladimir Michajlovič Petljakov (in russo Влади́мир Миха́йлович Петляко́в?; Sambek, 27 giugno 1891, 15 giugno del calendario giuliano – 12 gennaio 1942) è stato un ingegnere aeronautico sovietico.
Durante il periodo delle grandi purghe staliniane che precedettero la seconda guerra mondiale, Petliakov venne imprigionato per un lungo periodo.
Fu il progettista ed il creatore del bombardiere in picchiata Petlyakov Pe-2, che durante la guerra rivaleggiò con il bombardiere tedesco Junkers Ju 87 Stuka e, con i suoi 11.000 esemplari, rappresentò circa i due terzi di tutti i bombardieri sovietici prodotti durante il conflitto. Progettò inoltre il bombardiere pesante Petlyakov Pe-8.
Decorato due volte con l'Ordine di Lenin e una volta con l'Ordine della Stella Rossa, morì in un incidente aereo nel 1942.